# Алтишево (село)
Алтише́во (рос. Алтышево, чув. Алтышево) — село у складі Алатирського району Чувашії, Росія. Адміністративний центр Алтишевського сільського поселення.
Населення — 861 особа (2010; 1070 у 2002).
Національний склад:
- мордвини — 33 %
- мордовці — 28 %